# 해외안전여행정보
해외안전여행정보는 YTN의 시사, 교양프로그램이다. 외교부 해외안전여행 사이트를 통해 다시보기 서비스의 볼 수 있다.

## 기획 의도
안전한 해외여행을 안내하는 프로그램이다.

## 출연자
- 이정원
- 강려원